# Milaim Rama
Milaim Rama est un footballeur suisse né le 29 février 1976 à Zhiti en Yougoslavie. Il jouait au poste d'attaquant.

## Biographie

### En club
- 1997-2004 :  FC Thoune
- 2004-2005 :  FC Augsburg
- 2005-2006 :  FC Schaffhouse
- 2006-2012 :  FC Thoune [1]

### En sélection
- 7 sélections et 0 but avec la  Suisse de 2003 à 2004

## Palmarès
- Champion de Suisse de D2 (Challenge League) en 2010 avec le FC Thoune